# San Martín de Montalbán
San Martín de Montalbán község Spanyolországban, Toledo tartományban. San Martín de Montalbán El Carpio de Tajo, La Puebla de Montalbán, Menasalbas, Navahermosa és Villarejo de Montalbán községekkel határos. Lakosainak száma 759 fő (2024).

## Népesség
A település népessége az utóbbi években az alábbiak szerint változott:
| Lakosok száma | 739  | 733  | 767  | 795  | 850  | 822  | 744  | 712  | 699  | 759  |
|               | 2001 | 2004 | 2007 | 2009 | 2012 | 2014 | 2017 | 2019 | 2022 | 2024 |